# فرودگاه استونگ ترنگ
فرودگاه استونگ ترنگ (به انگلیسی: Stung Treng Airport) یک فرودگاه همگانی با کد یاتا TNX است که یک باند فرود آسفالت دارد و طول باند آن ۱۲۹۵ متر است. این فرودگاه در کشور کامبوج قرار دارد و در ارتفاع ۶۲ متری از سطح دریا واقع شده است.